# Eoses triassica
Eoses triassica is een uitgestorven gevleugeld insect uit de familie van de Eosetidae uit het Trias van Queensland, Australië. De wetenschappelijke naam van de soort is voor het eerst geldig gepubliceerd in 1949 door Tindale. Het is zeer de vraag of dit een vlinder is. Van de fossiele resten waarop deze naam is gebaseerd wordt wel verondersteld dat ze dezelfde soort vertegenwoordigen als Mesochorista proavita, een uitgestorven schorpioenvlieg (Mecoptera), eveneens gevonden in Queensland, in lagen van dezelfde ouderdom.